# Индерские горы
Индерские горы — возвышенность на границе современных Атырауской и Западно-Казахстанской областей Казахстана. С севера и северо-востока горы окаймляют самосадочное солёное озеро Индер. Выступают посреди Прикаспийской низменности, которая лежит ниже уровня моря. Кроме Индерских гор в северном Прикаспии выделяются возвышенности Большое Богдо и Малое Богдо. Ранее, по-видимому, представляли собой острова отступившего Каспийского моря. Максимальная высота — 150 м выше уровня моря, над уровнем реки Урал — 64,4 м. На пространстве нескольких десятков километров Индерские горы обнажают ярусы пёстрых мергелей и глин, образования юрского, мелового и третичного периодов, а также арало-каспийских осадков, распространённых на сотни километров вокруг.

## Характеристика

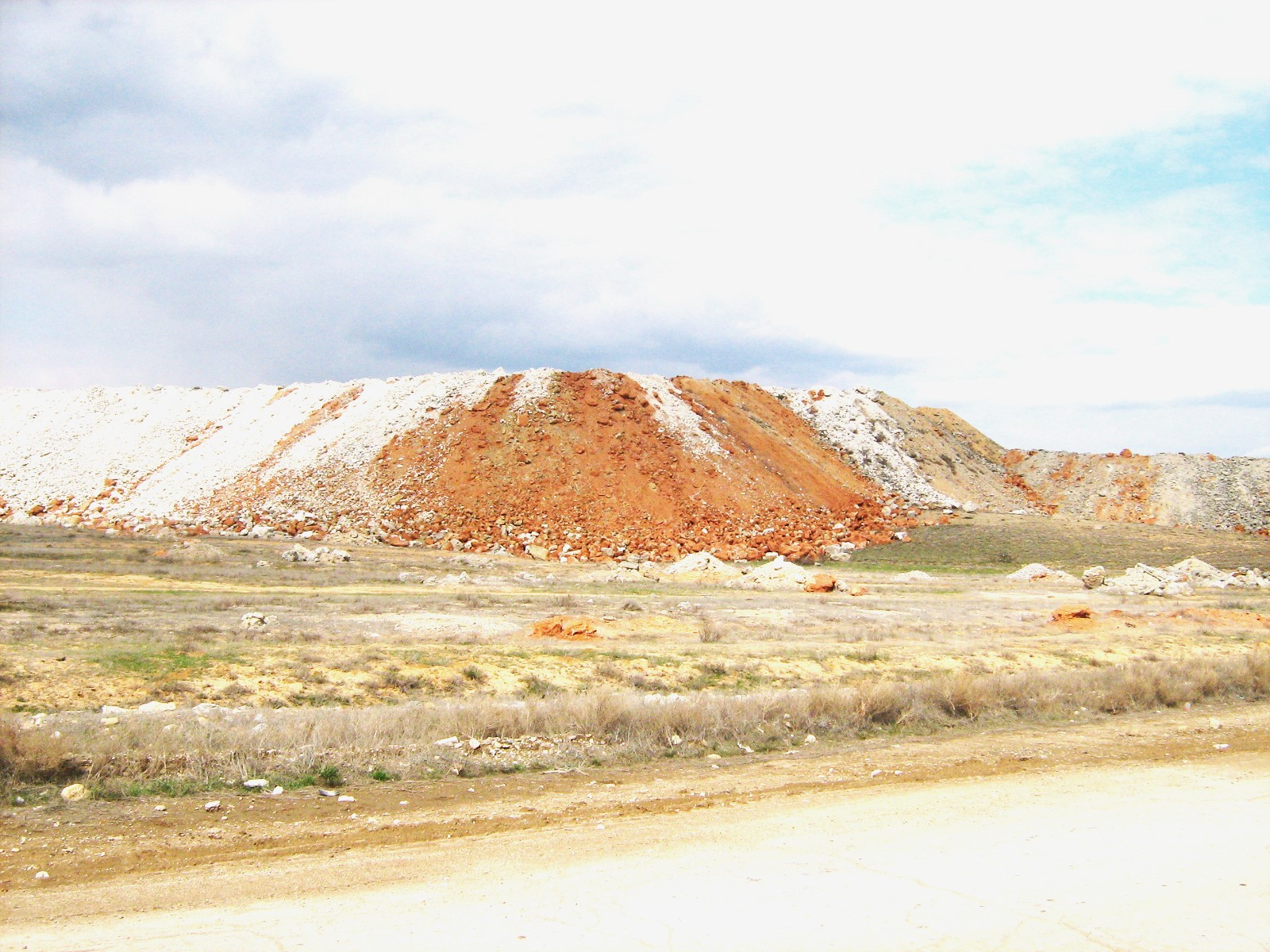
Индерские горы

Ещё во времена Российской империи геологи делали неоднократные попытки отыскать в горах каменный уголь, но они не увенчались успехом. Особым богатством и разнообразием отличается флора Индерских гор. Горы имеют очень необычную топографию. Они изрезаны глубокими провалами, в которых даже летом сохраняется снег посреди знойных полупустынь. Поэтому наряду с растениями, свойственными знойной арало-каспийской степи, в провалах встречаются виды, свойственные лишь регионам с более умеренным климатом (шиповник, разнообразные мхи, папоротник) и целый ряд весьма редких видов: Ixiolirion pallasii, Leontice vesicaria, Ammolirion stevenii, Fritillaria karelinii, Dodartia orientalis и другие (Карелин). Всё это вместе взятое, а также соседство ещё более интересного Индерского солёного озера, обусловило значительное количество визитов учёных-путешественников в эту местность.